# الفساد في الأرجنتين
لا يزال الفساد في الأرجنتين يمثل مشكلة خطيرة. عانت الأرجنتين منذ وقت طويل من فساد واسع النطاق ومتوطن. لا يزال الفساد يمثل مشكلة خطيرة في القطاعين العام والخاص على الرغم من أن إطار العمل القانوني والمؤسسي لمكافحة الفساد قوي في الأرجنتين.
أشار مقالٌ نُشِر في صحيفة نيويورك تايمز عام 1996 إلى أن «الرشوات والعمولات والفساد الحكومي يُعتبر جزءًا من الحياة اليومية» في الأرجنتين. إنّ الرشوة والاحتيال أيضًا أمران شائعان في القطاع الخاص، أدى انعدام الشفافية في اللوائح والقوانين الحكومية إلى زيادة الشكوك بين المستثمرين.
يصنّف البلد ضمن مؤشر الشفافية الدولية عام 2017 لمدركات الفساد في المرتبة 85 من بين 180 دولة. قامت مجموعة العمل المالي بإزالة الأرجنتين من «القائمة الرمادية» في أكتوبر 2014، مشيرةً إلى التقدم الكبير الذي أحرزته البلاد في تحسين تشريعاتها وإجراءاتها ضد غسيل الأموال والتمويل غير المشروع.

## المجالات

### الفساد السياسي
أعلنت عدة أحزاب في عام 2013، تحت شعار «لا مزيد للفساد»، أنها ستقترح أن يُنشئ البرلمان الأرجنتيني لجنة من مجلسين للتحقيق في فساد الحكومة. أصدرت مارغريتا ستولبيزر، المرشحة في انتخابات 2013، «تقرير الفساد» في أغسطس 2013 قائلةً: «الفساد أسود بشكل كبير، لأنه فساد كلّف أرواحًا». قدم مرشح آخر، ريكاردو ألفونسين، مجموعة من المقترحات لزيادة الشفافية.
نقلًا عن وصف البابا فرانسيس للفساد بأنه «حشيش عصرنا الذي يصيب السياسة والاقتصاد والمجتمع». اتّهم محرري صحيفة لا ناسيون المسؤولين الأرجنتينيين في أكتوبر 2013 بـ «الاختلاس والرشوة والابتزاز والتمويل غير المشروع والمفاوضات التي لا تتفق مع ممارسات الوظائف العامة والإخفاء والغسيل، ... التأثير على بيع الأموال العامة واختلاسها»، وألقى التقرير اللوم على الفساد الرسمي في مقتل 194 شخصًا في ناد للرقص في عام 2004 و51 حالة وفاة بنفس الوقت في حادث قطار في عام 2012 و60 حالة وفاة ناجمة عن الفيضانات في عام 2013. عزت الصحيفة أوجه القصور في وصول الشعب إلى خدمات الإسكان والرعاية الصحية إلى أشكال مختلفة من الفساد، بدءًا من الاختلاس المباشر وصولًا إلى وضع الطائرات الطبية في خدمة المسؤولين بدلًا من المرضى.
في مقال افتتاحي صدر في ديسمبر 2013 عن تدني أداء الأرجنتين في تصنيف الفساد في تلك السنة من قبل منظمة الشفافية الدولية، صرح محرري صحيفة لا ناسيون أن الحكومة الأرجنتينية «تشجع على الكذب والإخفاء واللاشرعية». اشتكى محرّرو الصحيفة من «المستوى العالي جدًا للإفلات من العقاب» للمسؤولين الفاسدين، ودعوا الحكومة إلى تعزيز «ثقافة الشفافية» التي من شأنها أن تجعل «ثقافة الشرعية» ممكنة. كانت صحيفة لا ناسيون على خلاف مع الحكومة الفيدرالية حول أمر قضائي صدر في أكتوبر 2003 سمح لها بالاستمرار في السنوات اللاحقة للمطالبة بائتمان ضريبي منتهي الصلاحية على ضرائب الرواتب المدفوعة مسبقًا؛ إذ كان لينتج عن الأمر القضائي المراد رفعه هو دين ضريبي بقيمة 50 مليون دولار أمريكي، بما في ذلك الفائدة.
كانت هناك 25 قضية علنية في عام 2012 اتُّهم فيها مسؤولون حكوميون سابقون وحاليون بالتمويل غير المشروع. في سبتمبر 2013، حُكم على ريكاردو خايمي، الذي كان وزيرًا للنقل في كيرشنر، بالسجن لمدة ستة أشهر مع وقف التنفيذ بتهمة حجب الأدلة في حالة من التمويل غير المشروع. في عام 2011، أخبر أمين المظالم إدواردو موندينو السفير الأمريكي إيرل أنتوني واين حول ادعاءات فرض الحكومة الأرجنتينية عمولة بنسبة 15% على جميع العقود الدولية الخاصة، وأراد من واين أن يساعد في معرفة ما إذا كانت تُودع الأرباح في أحد البنوك الأمريكية. أخبر المدير التنفيذي الألماني أيضًا وزير التخطيط خوليو دي فيدو أن أحد مساعدي خوليو طلب منه رشوة.

#### وظائف المحسوبية
وكمثال على الفساد السياسي الأرجنتيني، لاحظ برينك ليندسي من صحيفة وول ستريت جورنال أن القطاع العام في مقاطعة توكومان استُخدِم بشكل حصري تقريبًا لإثراء السياسيين وتمويل وظائف المحسوبيات. يُزعم أن المسؤولين المنتخبين يختلسون أموالًا كافية لخلق ثروات لأنفسهم، إذ يصل الراتب السنوي للمشرعين الإقليميين إلى حوالي $300,000 دولار. صرح ليندسي بأن هذا الفساد شائع في أماكن أخرى في الأرجنتين. في مقاطعة فورموزا، الأكثر فقرًا في الأرجنتين، يوجد ما يقارب نصف القوى العاملة بوظائف حكومية، لكن الكثير منهم يظهرون فقط للعمل مرة واحدة في الشهر.
مثل هذا الفساد، حسب ليندسي، ساهم في الأزمة المالية في الأرجنتين. وأشار إلى أنه على الرغم من أن الكثيرين يلومون السوق الحرة على مشاكل الأرجنتين، إلّا أن اقتصاديات التحكم المطبّقة في المكان هي التي تسببت في حدوث مثل هذه المشكلات.

### نقص الشفافية
من بين العوامل الأساسية الأخرى للفساد الرسمي في الأرجنتين هو عدم وصول الجمهور إلى المعلومات الحكومية. هناك مرسوم صدر عام 2003 ينص على هذا الوصول، لكنه لا ينطبق إلا على الكيانات التنفيذية والشركات التي تتلقى أموال الدولة. طالبت منظمة الشفافية الدولية بقانون فيدرالي من شأنه أن يزيد الشفافية والمُساءلة.

### الخدمات المصرفية وغسل الأموال
وقَعت العديد من حالات الاحتيال المصرفي الكبيرة وتعرية الأصول في الأرجنتين منذ أن رُفَعت القيود المصرفية من قبل الديكتاتورية الأخيرة في عام 1977، والتي أدت معظمها إلى إفلاس البنوك المعنية؛ حُلّ بعضها من قبل البنك المركزي، ولكن بتكلفة كبيرة للخزائن العامة. ربما كانت أبرز حالة مبكرة هي حالة «بي آي آر»، إذ أنّ انهيار سلسلة بونزي في مارس 1980 بقيمة 3 مليارات دولار تسببت في أزمة مالية على مستوى البلاد. تقاسم رئيس البنك، خوسيه تروتسو، ملكية البنك مع الأدميرال إميليو ماسيرا (ثاني أقوى شخصية في المجلس العسكري خلال السنوات الثلاث الأولى)؛ تهرب تروزو من العدالة عبر الفرار إلى المكسيك تاركًا آخر مدير للبنك، راؤول بينيرو باتشيكو، لدفع 20 مليون دولار أمريكي كعقوبات من البنك المركزي.
ومن هذه الحالات المهمة هي حالة بانكو إنترناسيونال (1981)، إذ انهار هذا البنك بسبب الاحتيال في الأوراق المالية بقيمة 1.2 مليار دولار أمريكي مدبرةً من قبل رئيسها رومولو سيتون، وأدت إلى إفلاس أكبر شركة للصناعات الزراعية في الأرجنتين «ساسيرتو» في ذلك الوقت؛ بانكو آلاس ثالث عشر أكبر بنك في البلاد أُغلق في عام 1986 بسبب الاحتيال على البنك المركزي؛ بانكو مايو (1998)، الذي أدى انهياره بقيمة 200 مليون دولار أمريكي إلى عقوبة السجن لرئيس «دي إيه آي إيه» السابق روبن بيراجا؛ بانكور يببليكا (1999) الذي حصل رئيسه راؤول مونيتا على إعادة خصم قدرها 89 مليون دولار أمريكي من البنك المركزي قبل أربعة أيام من انهيار مصرفه وتم التغاضي عن دين ضريبي له بقيمة 26 مليون دولار أمريكي رغم فراره من البلاد؛ وبانكو فيلوكس (2002) الذي قام أصحابه، الأخوان بيرانو باسو، بتحويل 800 مليون دولار من الودائع إلى أحد البنوك الخارجية لجزر كايمان مما أدى إلى إفلاس فيلوكس وبانكو أليمان (باراجواي) وبانكو مونتيفيديو (أوروجواي). باستثناء روبن بيراجا (وهو يهودي)، كان الرؤساء المشاركون في كل من هذه البنوك المنهارة أعضاءً في المجموعة الكاثوليكية الرومانية اليمينية، أوبوس دي.
وهناك فئة رئيسية أخرى من الفساد تتمثل في غسل الأموال. في برقية مارس 2009، أبلغت سفارة الولايات المتحدة في بوينس آيرس عن الجدل الدائر حول قانون العفو الضريبي الجديد في الأرجنتين ومزاعم السياسيين المعارضين بأنه يسهل غسيل الأموال. أخبرت مجموعة العمل المالي (إف إيه تي إف) الصحافة الأرجنتينية أنّه «لا يكفي أن يكون لديك قانون جيد، يجب عليك تطبيقه». في عام 2011، أشادت منظمة الشفافية الدولية بالأرجنتين على قانون صدر في تلك السنة يعترف بغسل الأموال بمثابة جريمة بحد ذاتها وينص على عقوبات كبيرة، وأزالت مجموعة العمل المالية في أكتوبر 2014 الأرجنتين من «قائمتها الرمادية» وأشارت إلى تحسن سيطرة الحكومة على غسيل الأموال.
ومع ذلك، سُلّط الضوء على خطورة المشكلة مرة أخرى، من خلال حريق اندلع في فبراير 2014 في أحد مستودعات سجلات الشركات في جنوب بوينس آيرس المملوكة من قبل شركة آيرون ماونتن في الولايات المتحدة. أسفر الحريق الذي أودى بحياة تسعة من رجال الإطفاء وضابط دفاع مدني، عن اتهامات من مكتب إيرادات «إيه إف آي بّي» أنّ شركة آيرون ماونتن لجنوب أمريكا المحدودة وآيرون ماونتن تشيلي إس. إيه هما من الشركات الرائدة اللتان تعملان من الملاذات الضريبية. بدأت تحقيقات غسيل الأموال بشكل متتابع ضد 24 شركة (من أصل 642) حول الوثائق المخزنة في المستودع. وقعت حرائق مماثلة مؤخرًا في أربعة مرافق لشركة آيرون ماونتن في أمريكا الشمالية وأوروبا.